# Гипнороды
Гипнороды — метод гипнотерапии, используемый в родах. Базируется на трёх составляющих: гипнозе, психологии, идее естественных родов.

## Определения
Гипнороды — это техники глубокой релаксации, дыхательные техники и техники самогипноза, которые используются для того, чтобы облегчить боль во время родов.
В книге М. Ф. Монган понятие гипнородов трактуется не только как техника и метод родов, но и также «философия рождения», где «главный принцип заключается в том, что рождение ребёнка является нормальной, естественной и здоровой функцией женщины».

## История метода
В 1831 году профессор Анри-Мари Юссон, главный врач парижского госпиталя Отель-Дьё, указывал, что «использование гипноза может способствовать уменьшению родовых болей». Об этом же говорил Поль Фуассак в 1833 году
В XIX веке проводились многочисленные опыты в этом направлении, в частности, Каттером (1845) в США, Саундерсом (1852) в Англии, Лафонтеном (1860) и Льебо (1885) во Франции.
Доктор Льебо опубликовал в № 10 журнала «Обозрение магнетизма» за 1885 год статью «Anesthesie par suggestion». В ней он приводит примеры двух женщин, которые, будучи погружены в гипносомнамбулическое состояние, комфортно проживали роды и ни о чём не помнили после них.
В России первые сообщения о родах под гипнозом были сделаны в 1891 году врачом М. Добровольским. Он подносил компресс, смоченный водой, к лицу роженицы и внушал ей, что она вдыхает диэтиловый эфир, добиваясь при этом полного или частичного болеутоления в родах. Широкого распространения этот метод не получил, так как требовал личного присутствия гипнолога на родах. Но была доказана возможность словесного воздействия на роженицу.
В 20-е годы XX века за применение гипнотических методов обезболивания в акушерстве стали активно выступать советские врачи, в частности известный невропатолог К. И. Платонов и его ученик психоневролог И. З. Вельвовский.
Они занялись разработкой, а позже внедрением собственного метода обезболивания родов, отталкиваясь от теории академика Ивана Павлова об условных рефлексах. Платонов и Вельвовский считали, что боль при родах — не что иное, как перевозбуждение коры головного мозга, и определённым словесным подходом можно создать у роженицы нормальное взаимодействие коры и подкоркового слоя головного мозга в процессе родов.
В 1949 году советские психотерапевты (Вельвовский и коллеги) ознакомили медицинскую общественность со своим методом психопрофилактики болей в родах. В ней во главу угла ставился не гипноз, а «воспитательные» средства: изучение анатомии и физиологии родов; приёмы рациональной психотерапии (разъяснение, убеждение), призванные внушить беременной, что родовые боли не являются неизбежными, и устранить страх; приёмы релаксации, дыхательные упражнения. Метод Вельвовского активно применялся в СССР в 1950-е годы.
«В Советском Союзе за последние годы проведено свыше 5000 родов под гипнозом у лиц с высокой гипнабельностью. Мы считаем, что это полностью себя оправдывает, так как является высокогуманным методом и сохраняет женщине здоровье».
Большое влияние на концепцию естественных родов оказал английский доктор Грантли Дик-Рид, который выдвинул идею, что причиной боли является тревога и страх, вызывающие судорожные состояния и напряжение мышц. Они сужают кровеносные сосуды мышц (в том числе и мышц матки), блокируя поступление достаточного количества крови и кислорода, что и вызывает боль. И если снять у рожениц отрицательное психологическое возбуждение и, следовательно, устранить ненужное напряжение мышц, то и боли не будет.
Под влиянием метода Вельвовского и Дик-Рида французский акушер Фернан Ламаз создал в 1950 году свою концепцию родов без боли, основанную на постулате «дыхание управляет сознанием». И некоторое время в мире были распространены курсы Ламаза.
Следующая волна интереса к гипнородам была связана с работой Мэри Монган. Она являлась сторонницей идей Дик-Рида и цитировала его в своих лекциях.